# Lecteria machadoi
Lecteria machadoi är en tvåvingeart som beskrevs av Alexander 1963. Lecteria machadoi ingår i släktet Lecteria och familjen småharkrankar.
Artens utbredningsområde är Angola. Inga underarter finns listade i Catalogue of Life.